# Acorduloceridea piccha
Acorduloceridea piccha – gatunek błonkówki z rodziny Pergidae.

## Taksonomia
Gatunek ten został opisany w 1990 roku przez Davida Smitha. Holotyp (samiec) został odłowiony w Machu Picchu w peruwiańskim stanie Cuzco. 

## Zasięg występowania
Ameryka Południowa, znany jedynie z Peru.